# Književnost u 1760.
◄◄ | ◄ | 1757. | 1758. | 1759. | 1760.  | 1761. | 1762. | 1763. | ► | ►►
Arhitektura • Astronomija • Biologija • Glazba • Kazalište • Kemija • Kiparstvo • Knjige • Književnost • Kršćanstvo • Medicina • Politika • Pravo • Promet • Slikarstvo • Znanost
Književnost u 1760.

## Hrvatska i u Hrvata

### Smrti
- 12. prosinca – Andrija Kačić Miošić, hrvatski pučki pjesnik i fratar (* 1704.)

## Vanjske poveznice
|  | Zajednički poslužitelj ima još gradiva o temi Književnost u 1760. |